# Chi Xuân hoa
Pseuderanthemum là chi thực vật có hoa trong họ Acanthaceae.

## Hình ảnh

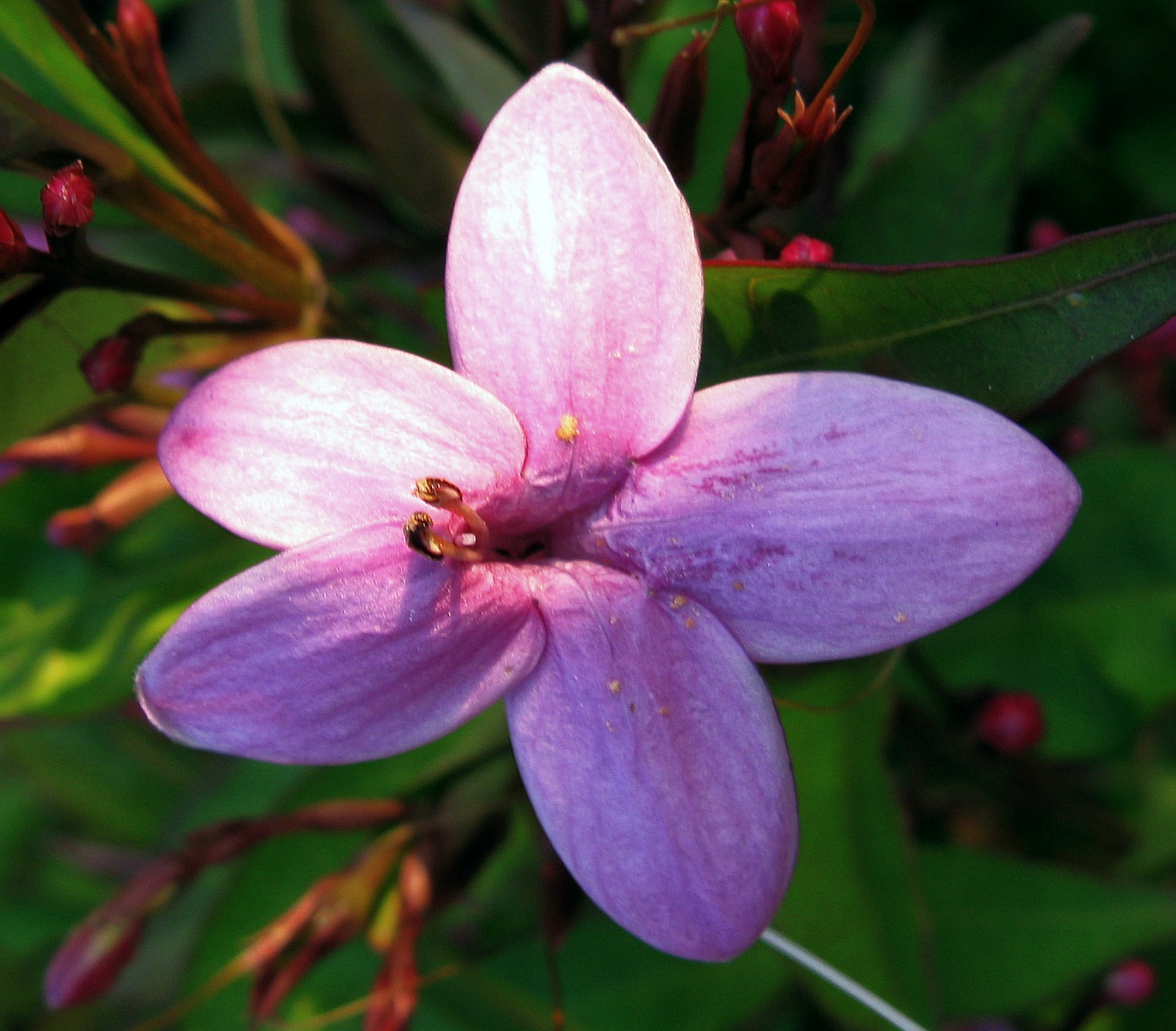
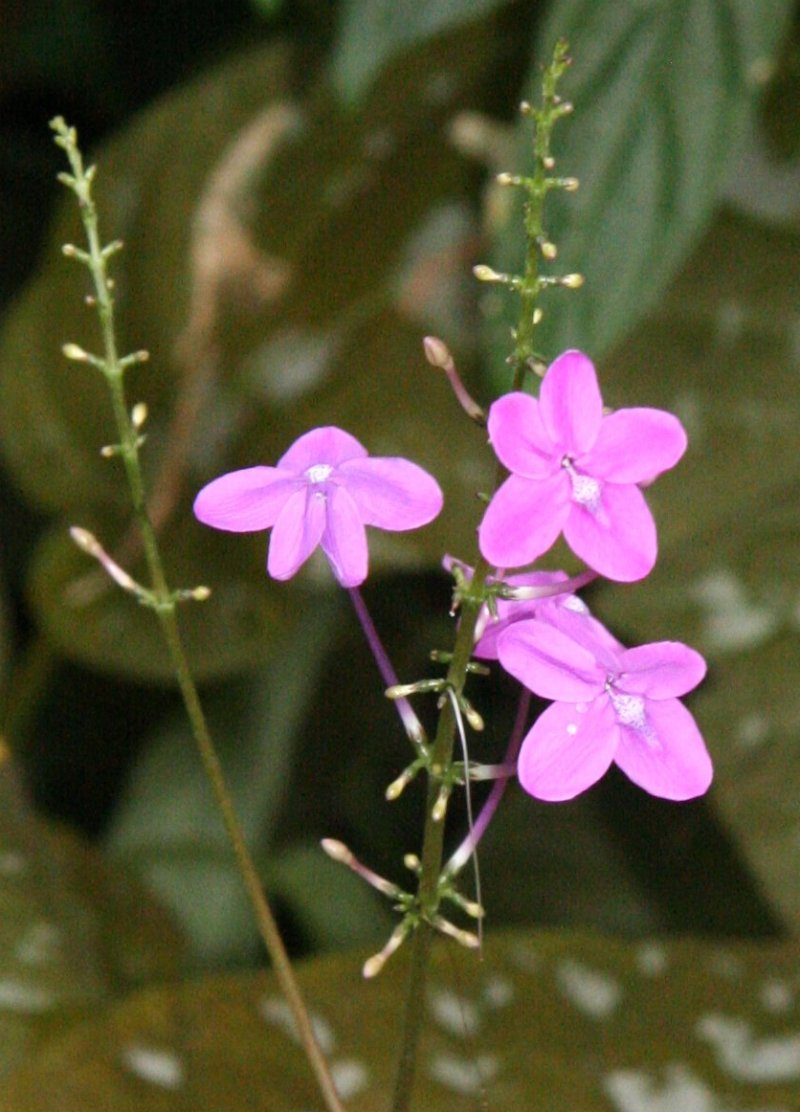
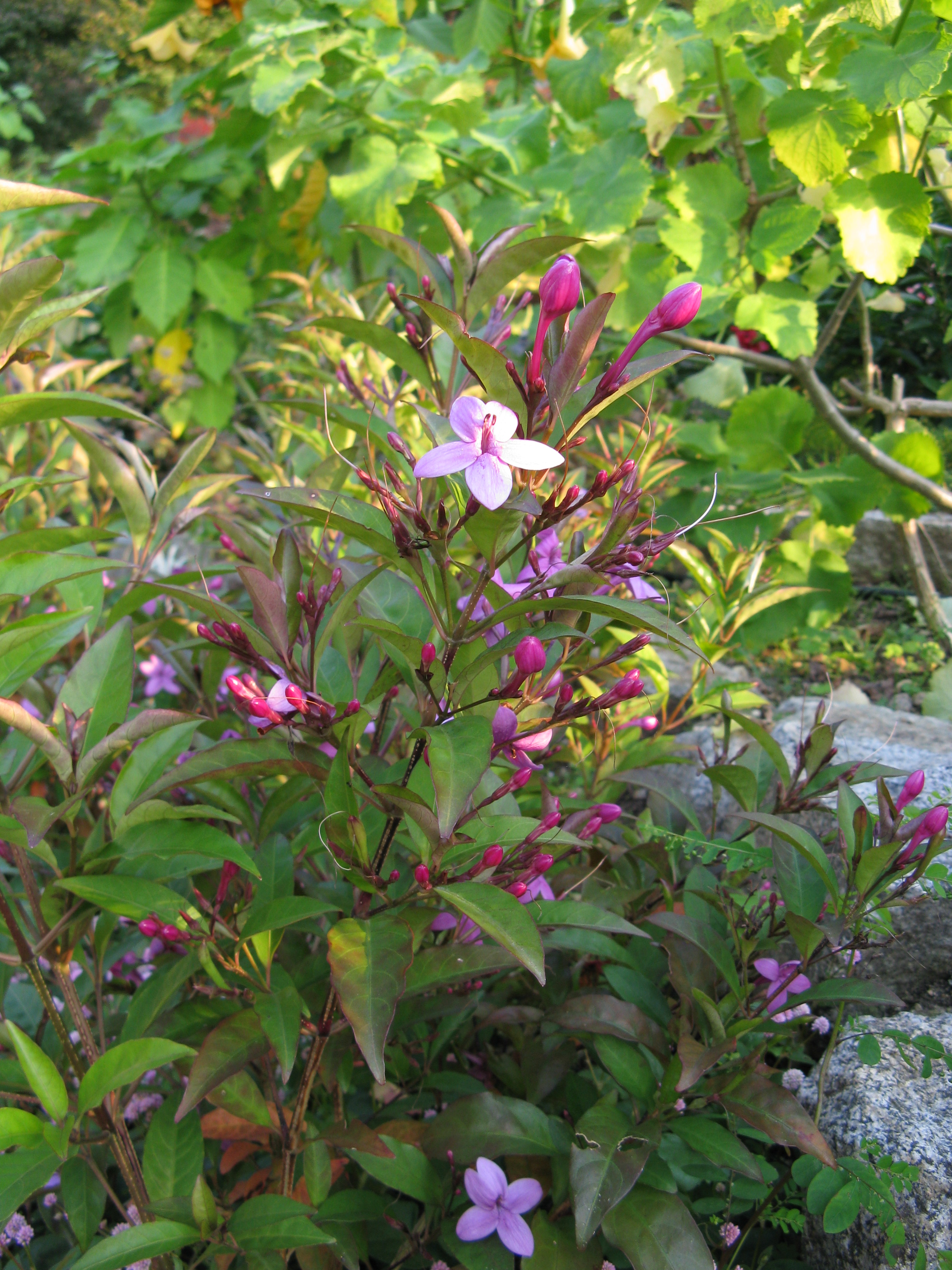
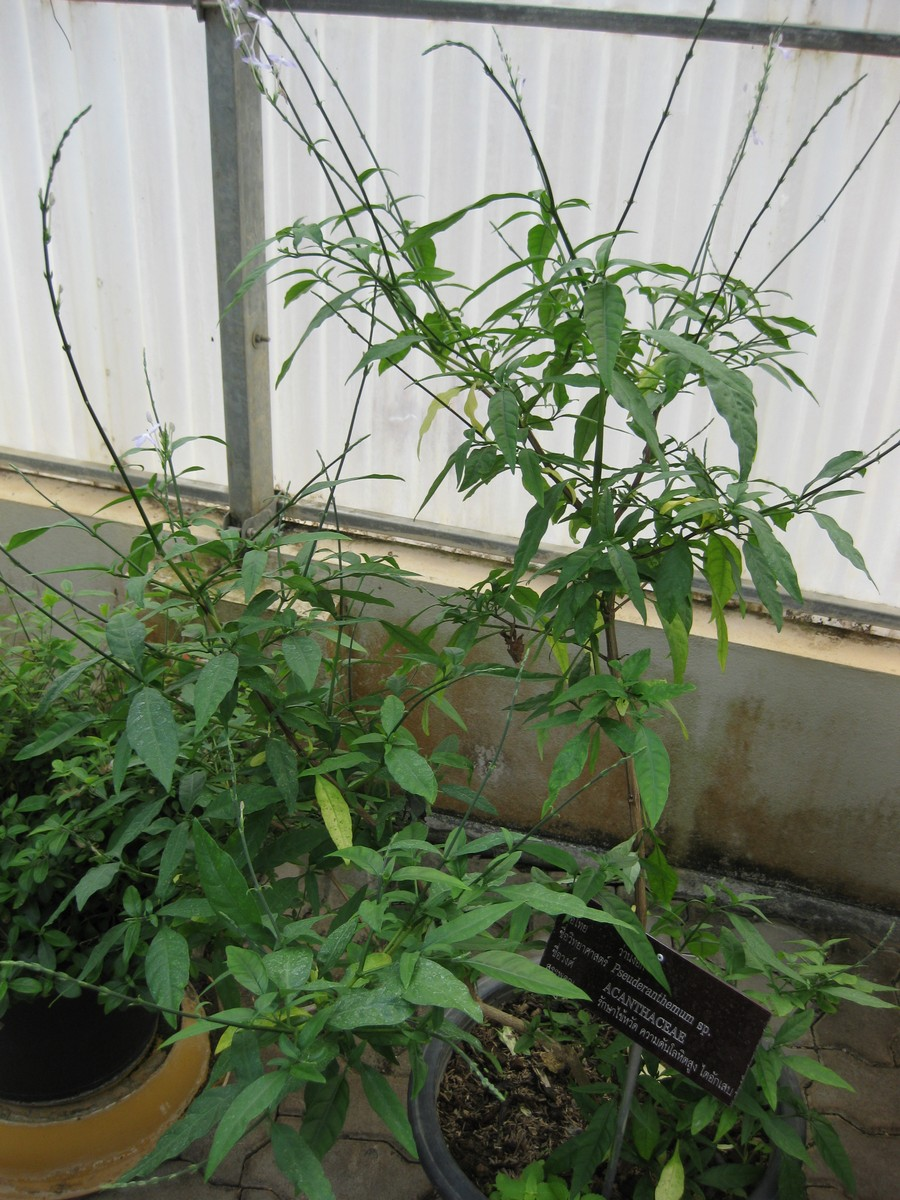